# Des hommes sans loi
Pour les articles homonymes, voir Lawless.
Pour plus de détails, voir Fiche technique et Distribution.
Des hommes sans loi ou Sans loi au Québec (Lawless) est un film de gangsters américain réalisé par John Hillcoat sorti en 2012. C'est une adaptation du roman Pour quelques gouttes d'alcool (The Wettest County in the World (en), 2008) de Matt Bondurant (en).

## Synopsis
En 1931, au cœur de l'Amérique en pleine prohibition, dans le comté de Franklin en Virginie, État célèbre pour sa production d’alcool de contrebande. Les trois frères Bondurant sont des trafiquants notoires : Jack, le plus jeune, ambitieux et impulsif, veut transformer la petite affaire familiale en trafic d’envergure. Il rêve de beaux costumes, d’armes, et espère impressionner la sublime Bertha. Howard, l’aîné, est le bagarreur de la famille. Loyal, son bon sens se dissout régulièrement dans l’alcool qu’il ne sait pas refuser. Forrest, le second, fait figure de chef et reste déterminé à protéger sa famille des nouvelles règles qu’impose un nouveau monde économique. Ils utilisent leur station d'essence comme point principal de leurs activités illicites. Un jour, Jack voit Floyd Banner, un autre gangster, tuer un rival. En s'en allant, Banner fait un clin d'œil à Jack impressionné.
Jack va voir son ami Cricket, un inoffensif mais véritable génie dont la créativité aide beaucoup à la contrebande et lui montre une cartouche de Banner. Pendant ce temps, Forrest engage Maggie, une danseuse arrivée de Chicago, pour qu'elle serve les clients. Plus tard, la station reçoit la visite du procureur de l'État Mason Wardell et de son employé, l'agent spécial Charlie Rakes venant de Chicago. Ce dernier dit qu'il veut une partie des bénéfices des Bondurant et que, ce faisant, il ne les embêterait pas. Forrest refuse et menace M. Wardell de tuer Rakes s'il revient.
Durant la nuit, les Bondurant rencontrent les autres gangsters qui veulent abandonner leurs activités à cause de Rakes mais Forrest refuse de baisser les bras, arguant qu'il est un Bondurant et que les Bondurant ne se plient devant personne. Jack va à l'église du père de Bertha, un pasteur, en pleine cérémonie. Mais étant saoul, Jack s'humilie et s'enfuit de l'église. Le père de Bertha le voit alors d'un mauvais œil et interdit à Bertha de le voir. En même temps, Rakes débarque chez Cricket avec deux autres policiers, voulant trouver les alambics. Lorsque Jack fait irruption, l'agent le passe sévèrement à tabac pour envoyer un message à ses frères.
Forrest dit à Jack qu'il doit apprendre à se défendre lui-même et ne jamais se laisser battre. Deux agents débarquent chez Forrest et menacent de l'arrêter s'il ne cesse pas son trafic, mais ils sont rapidement mis en déroute par Howard. Dans la soirée, Forrest et Howard organisent une rencontre avec des clients potentiels mais Howard, étant ivre à une fête, oublie de rentrer à la station. Les deux clients commencent à harceler Maggie. Quand Forrest intervient, ils tentent de l'agresser mais ils sont bien vite battus par ce dernier aidé de Cricket. Mais plus tard, les deux gangsters prennent Forrest par surprise, l'égorgent et violent Maggie.
Forrest guérit progressivement à l'hôpital. Profitant de ce moment, Jack, qui en a assez de toujours balayer le plancher de la station, décide de prendre le relais secrètement. Il va à Chicago avec Cricket pour rencontrer des clients, mais ces derniers les trahissent et les jettent dans une tombe creusée spécialement pour eux. Banner arrive et ordonne de les tuer, mais Jack sauve sa peau et celle de son ami en affirmant être Jack Bondurant. Floyd Banner achète l'alcool de Jack à bon prix et l'informe que les deux hommes qui avaient agressé Forrest travaillent pour l'agent Rakes.
Forrest et Howard trouvent ces derniers grâce à leurs adresses données par Banner, les torturent en découpant leur testicules et les tuent. Le lendemain, Rakes reçoit les testicules découpés. Jack prend finalement part à l'affaire, Banner devient un client régulier des trois frères qui, par ailleurs, déménagent leurs alambics au fond des bois pour ne pas être découverts par Rakes. Jack continue de faire la cour à Bertha et Forrest persuade Maggie de rester à la station. À cause de cela, une relation amoureuse s'établit entre eux. Jack décide de montrer la source de leurs activités illégales à Bertha mais Rakes, qui les avait suivis, lance l'assaut sur la cabane. Howard et Jack combattent les policiers, le premier blesse gravement l'un d'entre eux et le deuxième insulte Rakes, le traitant de pédale. Les deux frères s'enfuient avec Cricket et Bertha. Cependant, Cricket est capturé et assassiné par Rakes dans un bosquet.
Après les funérailles de Cricket, Jack, furieux, réclame vengeance et va au pont où Rakes et ses forces de police sont stationnés pour tuer l'homme qui a assassiné son meilleur ami injustement. Howard et Forrest s'apprêtent à partir le rejoindre. Mais Maggie supplie Forrest de ne pas y aller lui révélant que c’est elle qui l’a emmené à l'hôpital la nuit où il s’est fait égorger. À ce moment-là, Forrest devine, face au visage apeuré et larmoyant de Maggie, ce que celle ci a subi par les hommes de Rakes ce soir-là. Enragé, il rejoint Howard et tous deux viennent en aide à Jack. Bientôt, tous les gangsters du coin arrivent, donnant lieu à une véritable guerre de tranchées sur le pont. Le shérif essaie de calmer les esprits mais Rakes refuse et s'apprête à achever Forrest et Jack, déjà gravement blessés par ce dernier, mais il est alors blessé à la jambe par le shérif, exaspéré de ses méthodes brutales et répressives. Avec les fusils des bandits et policiers pointés sur lui, Rakes est forcé de fuir, mais pas avant de tirer quelques balles de plus sur Forrest. Jack et Howard le suivent alors sous le pont couvert et parviennent à le mettre définitivement hors d'état de nuire, lui tirant dessus et le poignardant dans le dos, libérant ainsi Franklin et vengeant Cricket.
En 1933, la prohibition prend fin, les trois frères Bondurant sont devenus des citoyens normaux respectant la loi et le procureur Mason Wardell est arrêté pour corruption. Jack épouse Bertha, Forrest épouse Maggie et Howard épouse une femme locale et tous trois ont des enfants.
Novembre 1940, Forrest sort en plein soir momentanément de chez Jack chez qui il était en visite mais, saoul, il tombe accidentellement dans un lac gelé et attrape bientôt une pneumonie qui lui est fatale.

## Fiche technique
Sauf indication contraire, les informations mentionnées dans cette section peuvent être confirmées par la base de données cinématographiques IMDb,  présente dans la section « Liens externes ».
- Titre : Des hommes sans loi
- Titre québécois : Sans loi
- Titre original : Lawless
- Titre de travail : The Wettest County (titre de travail)[1]
- Réalisation : John Hillcoat
- Scénario : Nick Cave, d'après Pour quelques gouttes d'alcool (2008) de Matt Bondurant (en)
- Direction artistique : Chris Kennedy
- Décors : Gershon Ginsburg
- Costumes : Margot Wilson
- Photographie : Benoît Delhomme
- Montage : Dylan Tichenor (en)
- Musique : Nick Cave et Warren Ellis
- Production : Michael Benaroya, Megan Ellison, Lucy Fisher et Douglas Wick
- Sociétés de production : Annapurna Pictures, Benaroya Pictures, Blum Hanson Allen Films, Pie Films et Red Wagon Productions
- Sociétés de distribution : The Weinstein Company (États-Unis), Metropolitan Filmexport (France)
- Budget : 26 000 000 $
- Pays d'origine :  États-Unis
- Langue originale : anglais
- Format : couleur (Technicolor) — 35 mm — 2,35:1 — son Dolby Digital / DTS / SDDS
- Genre : Biopic, drame, action et film de gangsters
- Durée : 115 minutes
- Dates de sortie :
  -  États-Unis : 29 août 2012[2]
  -  France : 19 mai 2012 (présentation au Festival de Cannes), 12 septembre 2012 (sortie nationale)[2]
- (fr) Classification CNC[3] : interdit aux moins de 12 ans, art et essai (visa d'exploitation no 134561 délivré le 20 septembre 2012)

## Distribution
|                                                                                         |  |  |
| Les acteurs Tom Hardy et Shia LaBeouf à la première du film au Festival de Cannes 2012. |  |  |

- Shia LaBeouf (VF : Jim Redler ; VQ : Hugolin Chevrette) : Jack Bondurant
- Tom Hardy (VF : Jérémie Covillault ; VQ : Paul Sarrasin) : Forrest Bondurant
- Jason Clarke (VF : Vincent Ropion ; VQ : François Trudel) : Howard Bondurant
- Guy Pearce (VF : Dominique Guillo ; VQ : Frédéric Paquet) : l'agent spécial Charlie Rakes
- Jessica Chastain (VF : Rafaèle Moutier ; VQ : Aline Pinsonneault) : Maggie Beauford
- Mia Wasikowska (VF : Elsa Kikoïne ; VQ : Claudia-Laurie Corbeil) : Bertha Minnix
- Gary Oldman (VF : Gabriel Le Doze ; VQ : Mario Desmarais) : Floyd Banner
- Dane DeHaan (VF : Benjamin Bollen ; VQ : Nicolas Bacon) : Cricket Pate
- Bill Camp (VF : Gérard Darier ; VQ : Marc Bellier) : shérif Hodges
- Noah Taylor (VF : Fabien Briche) : Gummy Walsh
- Randall Franks (en) : chef de bande des écailleurs de maïs
- Chris McGarry (en) : Danny
- Tom Proctor (VF : Gilduin Tissier) : le junkie
- Nick Cave : un gangster tué par Floyd Banner (caméo)

Sources : RS Doublage et AlloDoublage pour la version française (VF) ; doublage.qc.ca  pour la version québécoise (VQ).

## Production

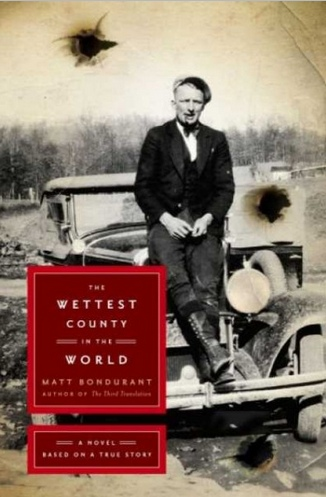
Couverture de The Wettest County in the World: A Novel Based on a True Story, roman de Matt Bondurant qui sert de base au scénario du film.

### Genèse et développement
Le scénario s'inspire du roman The Wettest County in the World (en) de Matt Bondurant (en), publié en 2008. Il y raconte l'histoire de son grand-père Jack Bondurant et des deux frères de ce dernier, Forrest et Howard. Les Bondurant fabriquaient et vendaient leur alcool en pleine prohibition, dans le comté de Franklin en Virginie. L'auteur explique qu'il a dû inventer certains passages par manque de documentation : « Ce livre est fondé sur diverses histoires et anecdotes familiales, des gros titres et articles de journaux et des transcriptions de procès… Cependant, ces données historiques ne permettent pas de comprendre pleinement les acteurs principaux de cette histoire [...] Mon travail avec l'écriture de ce livre a été de combler les blancs des archives connues. » La société de production Red Wagon de Douglas Wick s'intéresse au livre. Une productrice songe ensuite à confier la réalisation à l'Australien John Hillcoat.
Le scénario est signé par l'Australien Nick Cave, qui avait déjà travaillé sur la plupart des films de John Hillcoat (Ghosts… of the Civil Dead, The Proposition, La Route) en tant que compositeur ou scénariste.
Au début de la production, le film est nommé comme le livre, The Wettest County in the World. Il deviendra ensuite The Wettest County puis The Promised Land. Il est finalement renommé Lawless (littéralement « sans loi(s) »), ce qui satisfait le réalisateur John Hillcoat : « Lawless est un mot simple, qui exprime bien les thèmes essentiels du film. Toutes les couches thématiques du film sont ainsi couvertes, et je suis donc très content. » À l'origine, ce titre appartenait à Terrence Malick, qui accepta de le céder et renommera son projet Weightless.

### Attribution des rôles

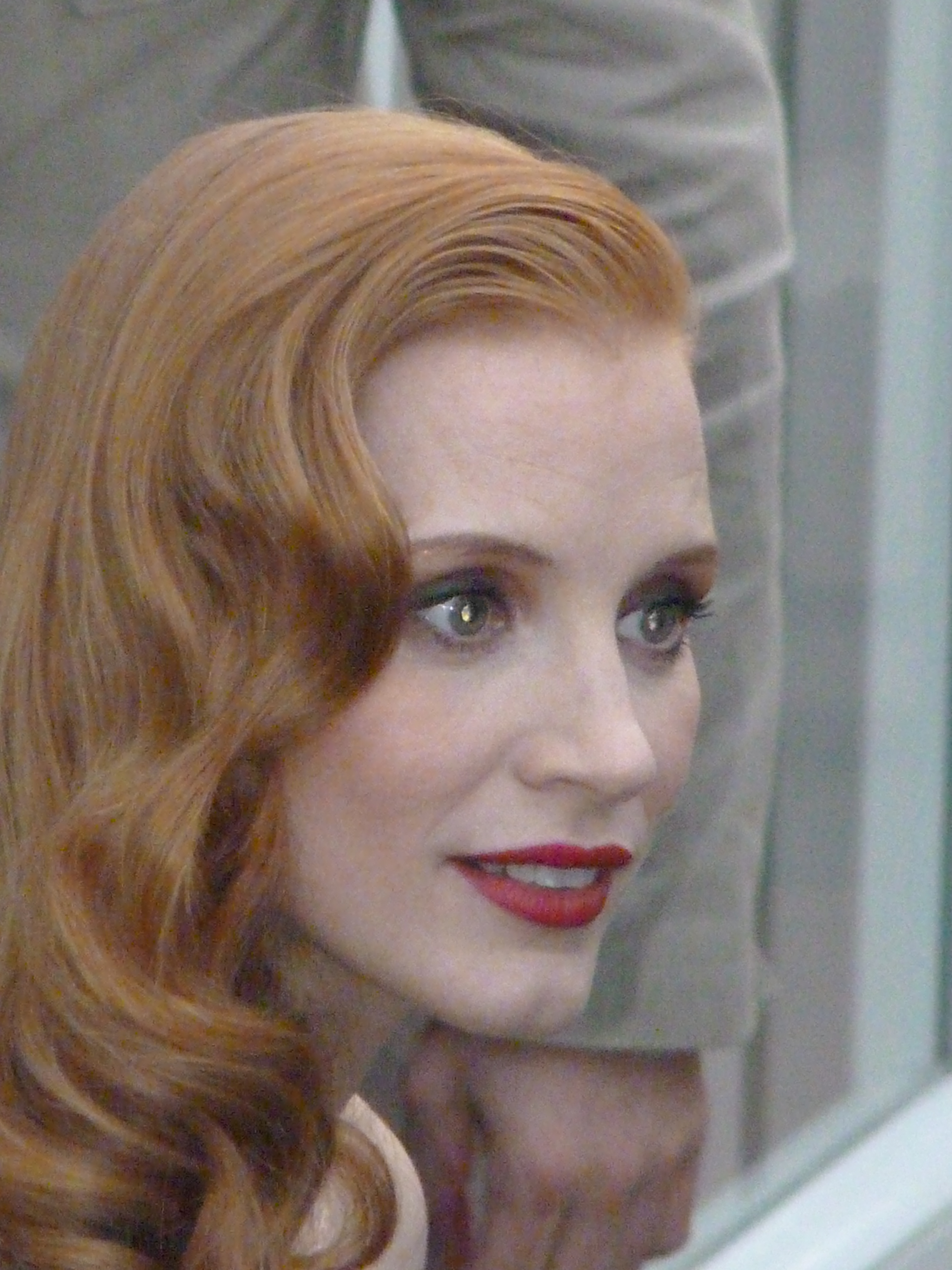
L'actrice Jessica Chastain, également au Festival de Cannes 2012.

Si Shia LaBeouf a très tôt été attaché au projet, il n'en est pas de même pour Tom Hardy, qui a été introduit par Shia LaBeouf, qui lui a envoyé le scénario.
Pour le rôle de Forrest Bondurant, les premier choix étaient James Franco et Ryan Gosling. Michael Shannon devait incarner Howard Bondurant tandis que Amy Adams et Scarlett Johansson étaient sollicitées pour incarner Maggie Beauford avant que le choix ne se porte sur Jessica Chastain.
John Hillcoat avait déjà dirigé son compatriote Guy Pearce dans The Proposition et La Route.

### Tournage
Le tournage a duré 43 jours et eut lieu dans l'État de Géorgie, principalement autour de Peachtree City, en banlieue d'Atlanta. L'équipe y a trouvé de nombreux bâtiments datant de la prohibition et certains encore plus anciens. D'anciens costumes ont même été retrouvés dans une cabane délabrée.

## Bande originale
La musique du film est composée par Nick Cave (également scénariste) et Warren Ellis.
| 1.    | Fire and Brimstone             | Fred Lincoln Wray Jr.                                   | The Bootleggers feat. Mark Lanegan                                            | 4:27 |
| 2.    | Burnin' Hell                   | Bernard Besman (en), John Lee Hooker                    | The Bootleggers feat. Nick Cave                                               | 1:56 |
| 3.    | Sure 'Nuff 'n Yes I Do         | Herb Bermann (en), Don Van Vliet                        | Ralph Stanley                                                                 | 1:27 |
| 4.    | Fire in the Blood              | Nick Cave & Warren Ellis                                | The Bootleggers feat. Emmylou Harris                                          | 1:10 |
| 5.    | White Light / White Heat       |                                                         | The Bootleggers feat. Mark Lanegan                                            | 4:24 |
| 6.    | Cosmonaut                      |                                                         | The Bootleggers feat. Emmylou Harris                                          | 3:42 |
| 7.    | Fire in the Blood / Snake Song | Nick Cave & Warren Ellis, Townes Van Zandt              | The Bootleggers feat. Emmylou Harris, Nick Cave, Ralph Stanley & Warren Ellis | 4:25 |
| 8.    | So You'll Aim toward the Sky   |                                                         | The Bootleggers feat. Emmylou Harris                                          | 5:57 |
| 9.    | Fire in the Blood              | Nick Cave & Warren Ellis                                | The Bootleggers feat. Emmylou Harris                                          | 1:06 |
| 10.   | Fire and Brimstone             |                                                         | Ralph Stanley                                                                 | 2:12 |
| 11.   | Sure 'Nuff 'n Yes I Do         |                                                         | The Bootleggers feat. Mark Lanegan                                            | 2:35 |
| 12.   | White Light / White Heat       |                                                         | Ralph Stanley                                                                 | 1:38 |
| 13.   | End Crawl                      |                                                         | Nick Cave & Warren Ellis                                                      | 4:00 |
| 14.   | Midnight Run                   | Marc Copely (en), James Bernard Dolan, Adam Stuart Levy | Willie Nelson                                                                 | 2:37 |
| 41:39 |                                |                                                         |                                                                               |      |

## Sortie

### Critique
Dans l'ensemble des critiques professionnelles, Des hommes sans loi a obtenu un accueil favorable, obtenant 67 % d'avis positifs sur le site Rotten Tomatoes, basé sur 201 commentaires collectés et une moyenne de 6,5⁄10. Le site Metacritic lui attribue un score de 58⁄100 pour 38 critiques. Sur le site français Allociné, le film obtient une moyenne de 3,4⁄5 pour 23 critiques presse.

### Box-office
| Pays ou région | Box-office      | Date d'arrêt du box-office | Nombre de semaines |
| -------------- | --------------- | -------------------------- | ------------------ |
| États-Unis     | 37 400 127 $    | 29 novembre 2012           | 13                 |
| France         | 440 384 entrées | 30 octobre 2012            | 7                  |
| Mondial        | 54 396 473 $    | —                          | —                  |

Le film a rencontré un succès commercial modeste au box-office, rapportant 54,4 millions de $ de recettes mondiales, dont 37,4 millions de $, pour un budget estimé à 26 millions $. Aux États-Unis, il a démarré en seconde position du box-office pour son premier week-end en salles avec 10 millions $, offrant le meilleur démarrage de la carrière du réalisateur John Hillcoat, dont c'est également son plus grand succès.

## Distinctions

### Récompenses
- Hollywood Film Festival 2013 : meilleur montage pour Dylan Tichenor (en)

### Nominations et sélections
- Festival de Cannes 2012[2] : Sélection officielle en compétition pour la Palme d'or
- Satellite Awards 2012 : meilleure chanson originale pour Fire In The Blood/Snake Song (Emmylou Harris, Nick Cave et Warren Ellis)